# 花川戸
花川戸（はなかわど）は、東京都台東区にある町名。現行行政地名は花川戸一丁目および花川戸二丁目。住居表示実施済区域。

## 地理
当地は浅草の街の繁華街の一角を担う所で、花川戸一丁目の南部には東武伊勢崎線・浅草駅と松屋浅草店の建物がある。隅田川沿いには隅田公園の一部が広がり、当公園は都内でも有数の桜の名所として知られ、シーズンには多くの人で賑わう。また隅田公園は7月下旬に開催される隅田川花火大会の会場の一つでもあり、付近には開催期日中は多くの人が集まる。また地域南端の吾妻橋付近には隅田川水上バスの発着場がある。
台東区の東部に位置し、墨田区（吾妻橋・向島）との区境に当たる。地域南部は雷門通りに接し、これを境に台東区雷門に接する。地域西部は馬道通りに接し、台東区浅草一丁目・浅草二丁目に接する。地域北部は、言問通りに接しこれを境に台東区浅草六・七丁目にそれぞれ接する。当地域中央を花川戸一丁目と花川戸二丁目を分ける形で東西に二天門通りが通っている。また地域内を南北に江戸通りが通っている。またかつて花川戸一帯は履物問屋街としても知られていた。現在でも履物・靴関連の商店が地域内に散見できる。他に商店とオフィスビルが多く見られるほか、駅から離れると住居も見られる地域となっている。

### 河川・橋梁
- 隅田川
  - 吾妻橋
  - 言問橋

## 世帯数と人口
2025年（令和7年）3月1日現在（台東区発表）の世帯数と人口は以下の通りである。
| 丁目         | 世帯数    | 人口    |
| ------------ | --------- | ------- |
| 花川戸一丁目 | 629世帯   | 1,102人 |
| 花川戸二丁目 | 715世帯   | 1,154人 |
| 計           | 1,344世帯 | 2,256人 |

### 人口の変遷
国勢調査による人口の推移。
| 年                 | 人口  |
| ------------------ | ----- |
| 1995年（平成7年）  | 1,858 |
| 2000年（平成12年） | 2,042 |
| 2005年（平成17年） | 2,211 |
| 2010年（平成22年） | 2,347 |
| 2015年（平成27年） | 2,462 |
| 2020年（令和2年）  | 2,362 |

### 世帯数の変遷
国勢調査による世帯数の推移。
| 年                 | 世帯数 |
| ------------------ | ------ |
| 1995年（平成7年）  | 817    |
| 2000年（平成12年） | 989    |
| 2005年（平成17年） | 1,094  |
| 2010年（平成22年） | 1,230  |
| 2015年（平成27年） | 1,324  |
| 2020年（令和2年）  | 1,358  |

## 学区
区立小・中学校に通う場合、学区は以下の通りとなる。
- 区域 : 一丁目〜二丁目 全域
  - 小学校 : 台東区立浅草小学校
  - 中学校 : 台東区立浅草中学校

## 事業所
2021年（令和3年）現在の経済センサス調査による事業所数と従業員数は以下の通りである。
| 丁目         | 事業所数  | 従業員数 |
| ------------ | --------- | -------- |
| 花川戸一丁目 | 189事業所 | 1,773人  |
| 花川戸二丁目 | 113事業所 | 707人    |
| 計           | 302事業所 | 2,480人  |

### 事業者数の変遷
経済センサスによる事業所数の推移。
| 年                 | 事業者数 |
| ------------------ | -------- |
| 2016年（平成28年） | 316      |
| 2021年（令和3年）  | 302      |

### 従業員数の変遷
経済センサスによる従業員数の推移。
| 年                 | 従業員数 |
| ------------------ | -------- |
| 2016年（平成28年） | 2,557    |
| 2021年（令和3年）  | 2,480    |

## 施設
- 台東区立台東区民会館
- 東京都立産業貿易センター台東館

公園
- 台東区立花川戸公園
- 台東区立隅田公園

名所

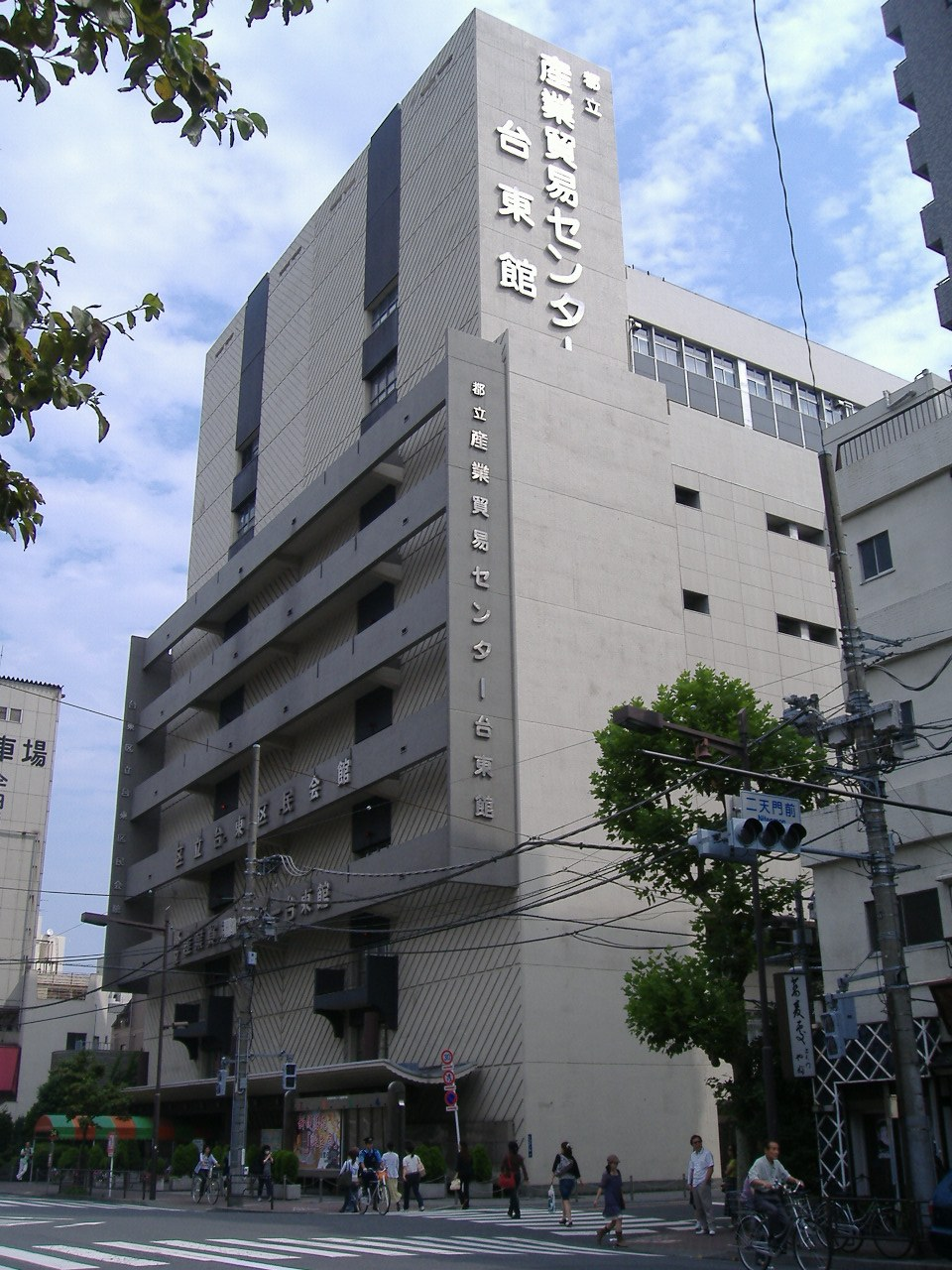
都産貿台東館・台東区民会館

- 浅草EKIMISE（松屋浅草店） - 浅草駅（東武伊勢崎線）複合
- 浅草地下商店街

## 教育機関
- 台東区立浅草小学校

## 交通
鉄道
- 浅草駅
  -  東武伊勢崎線（東武スカイツリーライン） - 駅番号 TS 01
  -  東京メトロ銀座線 - 駅番号 G 19（所在地：浅草）
  -  都営地下鉄浅草線 - 駅番号 A 18（所在地：駒形）

水上バス
- 東京都観光汽船 - 隅田川経由恩賜浜離宮庭園・日の出桟橋・お台場海浜公園・豊洲

道路
- 国道6号
- 東京都道463号上野月島線

## その他

### 日本郵便
- 郵便番号 : 111-0033[3]（集配局 : 浅草郵便局[14]）。